# Граждански свободи
Това са свободите, на които всеки един гражданин има право като индивид. Те се основават на разбирането за общата принадлежност към човешкия род, а не към определен статус или заради определени постижения.

## Съвременна представа
Модерната концепция за гражданските свободи най-пълноценно илюстрира развитието на демокрацията на участието, базирана на универсалното право на глас и е един от най-важните принципи на конституционализма днес. В конституциите на повечето съвременни демократични страни, в специални харти за права и свободи или други законови документи са записани и защитени основни ценности на обществото, описани са границите на взимане на решение на правителството по отношение на индивидуалния гражданин, дори и права на частни групи по интереси и сдружавания. Тези свободи са изброени и защитени в редица международни актове и конвенции.
Гражданските свободи поставят граници на намесата на правителството в личния живот на гражданите и ограничават възможностите му за злоупотреба с властта. При историческото развитие на концепцията за гражданските свободи се е проявявало особено внимание и загриженост за процедурата и свободния достъп на гражданите до процеса на взимане на решения в обществото, до участието в него и премахването на политическите и законови спънки или пречки за неговото свободно действие.

## Примери
Сред основните граждански свободи като най-важни се посочват свободата на словото, на сдружаването, открития достъп до информация и др., тъй като те са сред необходимите предусловия за информирано участие в процеса на взимане на решения в обществото. Важни граждански свободи са и свободата на религиозен избор, свободата на движение и т.н. Защитата на гражданските свободи е сред основните отговорности на либералните демокрации.
 : Статията се основава на или съдържа материал от Краткия политически речник на термините на Българското училище за политика.